# Bosque nacional William B. Bankhead
El bosque bacional William B. Bankhead es un bosque nacional de los Estados Unidos, uno de los cuatro bosques nacionales del estado de Alabama. Protege un territorio de 733 km² y en su interior se encuentra el río Fork Sipsey, el único río de Alabama clasificado como río salvaje y paisajístico nacional. Está situado en el noroeste de Alabama, cerca del pueblo de Double Springs. Se llama así en honor a William B. Bankhead, un político demócrata que representó a Alabama en la Cámara de Representantes de los Estados Unidos entre 1917 y 1940.

## El bosque
Conocido como la «tierra de las mil cascadas», este bosque nacional es ideal para practicar senderismo, paseos a caballo, caza, paseos en bote, pesca, natación y piragüismo, entre muchas otras actividades. Dentro del bosque se encuentra el área salvaje de Sipsey, con mucha vida silvestre y una gran cantidad de corrientes rápidas, acantilados de piedra caliza y cascadas.
En la zona de Bankhead abundan los restos de poblaciones de nativos americanos. Se trata de uno de los lugares del sur de Estados Unidos con más petroglifos, dibujos prehistóricos y grabados rupestres, en lugares como el Refugio Kinlock.
El bosque se estableció como bosque nacional de Alabama el 15 de enero de 1918, con 66 008 acres (267.12 km²). El 19 de junio de 1936 fue rebautizado Black Warrior National Forest, que a su vez pasó a llamarse bosque nacional William B. Bankhead, el 17 de junio de 1942.